# Castanoguina goilalana
Castanoguina goilalana är en insektsart som beskrevs av Young 1986. Castanoguina goilalana ingår i släktet Castanoguina och familjen dvärgstritar. Inga underarter finns listade i Catalogue of Life.